# International Taekwon-Do Federation
International Taekwon-Do Federation – Międzynarodowa Federacja Taekwon-do powstała w 1966 roku.
Jej siedziba znajdowała się początkowo w Seulu, potem w Toronto, następnie w Wiedniu, gdzie znajduje się do dzisiaj.
Założona przez twórcę Taekwon-Do gen. Choi Hong Hi, w Polsce reprezentowana przez Polski Związek Taekwon-Do (ITF-V), Ogólnopolską Organizację Taekwon-do (ITF-NK) oraz Polskie Stowarzyszenie Taekwon-do ITF (ITF-C) .
Obecnie istnieje kilka organizacji o tej nazwie.

## Zasady rywalizacji sportowej w ITF
Rywalizacja sportowa odbywa się w następujących konkurencjach:
- układach formalnych (tul) oddzielnie dla posiadaczy stopni uczniowskich i mistrzowskich
- walce sportowej (z podziałem na kategorie wiekowe i wagowe)
- testach siły
- technikach specjalnych.

Poza 4 podstawowymi konkurencjami w programie Mistrzostw Świata rozgrywana jest konkurencja Walki Tradycyjnej.
Konkurencje są rozgrywane indywidualnie i drużynowo.
| Grupa wiekowa  | Wiek [lata] | Konkurencje  | Konkurencje        | Konkurencje  | Konkurencje  | Konkurencje | Konkurencje |
| Grupa wiekowa  | Wiek [lata] | indywidualne | indywidualne       | indywidualne | indywidualne | drużynowe   | drużynowe   |
| Grupa wiekowa  | Wiek [lata] | Układy       | Techniki specjalne | Walki        | Testy siły   | Układy      | Walki       |
| -------------- | ----------- | ------------ | ------------------ | ------------ | ------------ | ----------- | ----------- |
| młodzik        | 11-13       | Tak          | Tak                | Nie          | Nie          | Nie         | Nie         |
| junior młodszy | 14-16       | Tak          | Tak                | Tak          | Nie          | Nie         | Nie         |
| junior         | 17-18       | Tak          | Tak                | Tak          | Nie          | Nie         | Nie         |
| młodzieżowiec  | 18-22       | Tak          | Tak                | Tak          | Tak          | Tak         | Tak         |
| senior         | 18+         | Tak          | Tak                | Tak          | Tak          | Tak         | Tak         |

| Grupa wieku    | Wiek [lata] | Kategorie wagowe [kg] | Kategorie wagowe [kg] | Kategorie wagowe [kg] | Kategorie wagowe [kg] | Kategorie wagowe [kg] | Kategorie wagowe [kg] | Kategorie wagowe [kg] | Kategorie wagowe [kg] | Kategorie wagowe [kg] | Kategorie wagowe [kg] |     |
| Grupa wieku    | Wiek [lata] | dziewczęta / kobiety  | dziewczęta / kobiety  | dziewczęta / kobiety  | dziewczęta / kobiety  | dziewczęta / kobiety  | chłopcy / mężczyźni   | chłopcy / mężczyźni   | chłopcy / mężczyźni   | chłopcy / mężczyźni   | chłopcy / mężczyźni   |     |
| Grupa wieku    | Wiek [lata] | mikro                 | lekka                 | średnia               | ciężka                | super ciężka          | mikro                 | lekka                 | średnia               | ciężka                | super ciężka          |     |
| -------------- | ----------- | --------------------- | --------------------- | --------------------- | --------------------- | --------------------- | --------------------- | --------------------- | --------------------- | --------------------- | --------------------- | --- |
| junior młodszy | 14-16       | -42                   | 43-46                 | 47-50                 | 51-55                 | 56-60                 | + 60                  | -48                   | 48-54                 | 54-60                 | 60-66                 | +66 |
| junior         | 17-18       | -45                   | 45-50                 | 50-55                 | 55-60                 | +60                   | -52                   | 52-58                 | 58-63                 | 63-70                 | +70                   |     |
| młodzieżowiec  | 18-22       | -52                   | 52-58                 | 58-63                 | 63-70                 | +70                   | -54                   | 54-63                 | 63-71                 | 71-80                 | +80                   |     |
| senior         | 18+         | -52                   | 52-58                 | 58-63                 | 63-70                 | +70                   | -54                   | 54-63                 | 63-71                 | 71-80                 | +80                   |     |